# José Félix Parra
José Félix Parra Cuerda (n. 16 de janeiro de 1997) é um ciclista espanhol que atualmente corre pela UCI ProTeam Equipo Kern Pharma.

## Resultados principais
2019
10º na geral do Giro do Vale de Aosta